# Брокдорф, Лина
Лина Брокдорф (род. 1930, Сенглеа, Мальта) — мальтийская писательница, драматург и радиоведущая.

## Ранний период жизни
Брокдорф родилась в Сенглее в семье Патрика и Мэри Махони в 1930 году. Когда ей было девять лет, началась Вторая мировая война. На протяжении войны её семья несколько раз переезжала, в частности, они жили в Биргу, Слиме, Дингли и Рабате.

## Образование
Начальное образование Брокдорф было прервано с началом войны, но когда война закончилась, она по настоянию отца вернулась в школу. Брокдорф хотела сделать медицинскую карьеру, однако семья не могла позволить себе отправить её в университет и записала её, не предупредив, на курсы подготовки учителей. Гораздо позже, в 1991 году, Брокдорф поступила на годичный вводный курс теологии, за которым последовал пятилетний курс бакалавриата. В конце концов она получила степень магистра теологии и гуманитарных наук в 2002 году в возрасте 72 лет.

## Карьера
Педагогическая карьера Брокдорф началась в государственной начальной школе, однако она бросила преподавание, чтобы воспитывать четырёх детей. В то же время она сосредоточилась на писательстве. Позже она возобновила карьеру в колледже Святого Алоизия в качестве преподавательницы английского языка. С 2004 по 2005 год она была членом совета L-Akkademja tal-Malti и остается членом самой академии. Она также занимала пост президента Għaqda Letterarja Maltija в течение восьми лет и является членом Għaqda Poeti Maltin.

## Сочинения
Брокдорф начала писать в возрасте 17 лет, когда училась в педагогическом колледже, где Жуже Аквилина поощрял своих учеников писать рассказы или эссе для радио. В последующие десятилетия она написала и продюсировала несколько программ, которые транслировались на Rediffusion на протяжении 1950-х и 1960-х годов, в том числе Ħlieqa Bejnietna, Quddiem il-Mera, Nofs Siegħa Flimkien и «Магия на кухне».
Брокдорф написала несколько радиоспектаклей, в том числе Il-Fqajjar t’Assisi. Некоторые из её работ также транслировались по австралийскому радио.
За свою карьеру она написала шесть антологий, двенадцать романов и более 340 новелл. Она также написала автобиографию о своём опыте Второй мировой войны под названием Sireni u Serenati (Серенады среди сирен), которая была удостоена награды Национального книжного совета Мальты как Лучший документальный роман. Впоследствии по мотивам романа был сделан аудиосериал, который транслировался на различных радиостанциях. Она была награждена золотой медалью в Ġieħ l-Akkademja tal-Malti.